# Віллі Бледорн
Вільгельм «Віллі» Бледорн (нім. Wilhelm "Willi" Bloedorn; 6 квітня 1887 — 24 березня 1946) — німецький політик, группенфюрер СА. Кавалер Лицарського хреста Хреста Воєнних заслуг.

## Біографія
З 1893 по 1901 рік навчався у початковій школі. Вивчав сільське господарство, в 1909 році успадкував дідівську ферму. З 1 листопада 1914 року брав участь у Першій світовій війні. 23 травня 1915 року важко поранений, після одужання служив у частинах ландштурму і ландверу до 3 грудня 1918 року. Після війни керував своєю фермою, був членом сільськогосподарської палати Померанії, а також головою районного земельного союзу Камміна і земельного союзу Померанії.
В 1928 році вступив у НСДАП і СА. З 1930 року — голова відділу аграрної політики обласного управління Померанії. Одночасно з 1933 року — сільськогосподарський керівник Померанії. В 1932 році обраний в Прусський ландтаг від НСДАП, був депутатом до його розпуску в жовтні 1933 року. З листопада 1933 року — депутат рейхстагу. Бледорн був членом контрольних і адміністративних рад численних банків, страхових компаній і підприємств. 14 лютого 1940 року видав директиву, яка передбачала жорстоке поводження з підневільними польськими робітниками в Померанії. З квітня 1941 року — член Імперської консультативної ради з продовольства і сільського господарства.
В кінці Другої світової війни заарештований радянськими військами. Помер у спецтаборі НКВС.

## Звання
- Штандартенфюрер СА (квітень 1936)
- Бригадефюрер СА (30 січня 1939)
- Группенфюрер СА (9 листопада 1944)

## Нагороди
- Почесний хрест ветерана війни з мечами
- Хрест Воєнних заслуг 2-го і 1-го класу
- Лицарський хрест Хреста Воєнних заслуг (1 жовтня 1944)